# カーロス・グレイシーJr
カーロス・グレイシーJr（Carlos Gracie Jr.、1956年1月17日 - ）は、ブラジル、リオデジャネイロ市出身の男性ブラジリアン柔術家。国際ブラジリアン柔術連盟の会長であり、グレイシーバッハ主宰。ブラジリアン柔術七段。ブラジリアン柔術創始者カーロス・グレイシーの五男。通称「カーリーニョス（Carlinhos）」。
1986年、リオデジャネイロ州のバッハ・ダ・チジューカにグレイシーバッハを創立。
1993年、世界柔術選手権、パン柔術選手権、ヨーロピアンオープン柔術選手権などのメジャー大会を運営するブラジル柔術連盟 (CBJJ) 及び国際ブラジリアン柔術連盟 (IBJJF) を設立。ブラジリアン柔術の月刊誌であるグレイシーマガジンの創刊者でもある。